# Poseidon (häst)
Poseidon, född 19 augusti 1903, död 3 februari 1930, var ett engelskt fullblod född i Australien, som tävlade mellan 1906 och 1908. Han tränades av Isaac Earnshaw och reds av Tom Clayton. Han var mest känd för att ha blivit den första häst som segrat i både Caulfield Cup och  Melbourne Cup samma år (1906). Han blev även den första häst som segrade i Caulfield Cup två år i rad (1906, 1907).

## Karriär
Poseidon föddes den 19 augusti 1903 på Neotsfield Stud i New South Wales. Han var den femte avkomman från hingsten Positano (GB), och den femte avkomman från stoet Jacinth, en avkomma efter Martini-Henry (NZ).
Poseidon såldes till Sir Hugh Denison för 500 guineas på Chisholm and Co Yearling Sales i Sydney 1905.
Poseidon tävlingsdebuterade som tvååring 1905/06, och under debutsäsongen tog han endast en seger på sex starter. Som fyraåring 1906/07 kom hans stora genombrott, då han tog 11 segrar på 14 starter. Han tog sin första stora seger i AJC Derby då han slog två favoritspelade hästar. Endast två dagar senare mötte han äldre hästar för första gången i AJC Metropolitan Handicap, och kom på andra plats bakom Solution (NZ).
Under treåringssäsongen segrade han även i VATC Eclipse Stakes på rekordtid, och två dagar senare i Caulfield Cup, även där på rekordtid. Han segrade även i VRC Victoria Derby och Melbourne Cup.
Som fyraåring startade han 12 gånger och tog 7 segrar. Han segrade då för andra året i rad i Caulfield Cup, vilket han blev den första häst att göra. Han startade bland annat även i Melbourne Cup, där han kom på åttonde plats.
Som femåring gjorde han endast en start, där han var oplacerad, innan han avslutade tävlingskarriären.

### Avelskarriär
Poseidons ägare hade grundat Eurmeralla Stud i Gulgong i New South Wales, med ett antal välstammade australiska och brittiska ston, för att ge Poseidon alla förutsättningar att lyckas som avelshingst. Poseidon avled den 3 februari 1930, vid 26 års ålder.